# 小行星6298
小行星6298（英語：6298）是一颗围绕太阳公转的小行星。1988年12月1日，小島卓雄在千代田发现了此天体。
这颗小行星的绝对星等为60.1642081311151等。